# Gogo Nushi
Gogo Nushi (ur. 15 grudnia 1913 we wsi Vuno okręg Wlora, zm. 9 kwietnia 1970 w Tiranie) – albański polityk komunistyczny, przewodniczący prezydium parlamentu w latach 1949–1950 i 1954–1956, wicepremier i minister gospodarki.

## Życiorys
Syn Sokrata Nushiego. W roku 1928 z powodów ekonomicznych wraz z rodziną wyemigrował z Albanii do Francji. Do 1940 mieszkał w Lyonie, gdzie pracował jako robotnik w fabryce. Od 1935 był związany z Francuską Partią Komunistyczną. Po powrocie do Albanii w 1940 nawiązał współpracę ze środowiskiem miejscowych komunistów, używał wtedy pseudonimu Hysen. W listopadzie 1941 wziął udział w konferencji założycielskiej Komunistycznej Partii Albanii w Tiranie. Wcześniejsze doświadczenia działalności wśród robotników francuskich okazały się bardzo cenne w pozyskiwaniu młodych Albańczyków do ruchu narodowowyzwoleńczego, kierowanego przez komunistów. Od 1948 był członkiem Komitetu Centralnego, a od 1952 członkiem Biura Politycznego Albańskiej Partii Pracy.
W 1944 znajdował się w składzie Antyfaszystowskiej Rady Wyzwolenia Narodowego, pełniącej funkcje podziemnego parlamentu. W latach 1947–1948 kierował ministerstwem handlu. W 1948 po zerwaniu z Jugosławią objął stanowisko ministra gospodarki. Po wyborach parlamentarnych 1954 objął stanowisko przewodniczącego parlamentu, które sprawował do 1956, kiedy objął funkcję wicepremiera. Od roku 1962 aż do śmierci pełnił funkcję wiceprzewodniczącego parlamentu. Zmarł z przyczyn naturalnych.
W latach 1980–1982 Wydawnictwo Naim Frashëri opublikowało trzy tomy dzieł zebranych Gogo Nushiego (Vepra të zgjedhura), dokumentujących jego karierę polityczną w latach 1943-1970. Imieniem Nushiego nazwano zakłady chemiczne w Fierze, a we wsi Vuno istniało muzeum poświęcone jego osobie. Dekretem Prezydenta Republiki Salego Berishy z 13 lutego 1995 Gogo Nushi za udział w ludobójstwie narodu albańskiego został pozbawiony wszystkich odznaczeń i tytułów honorowych.